# Grand Prix Portugalii Formuły 1
Grand Prix Portugalii Formuły 1 – eliminacja Formuły 1 organizowana w sezonach 1958–1960 na torach Circuito da Boavista (1958, 1960), Monsanto Park (1959), w sezonach 1984–1996 na obiekcie Autódromo do Estoril oraz od sezonu 2020 na torze Autódromo Internacional do Algarve.
Ponadto, w Portugalii organizowano wyścigi niezaliczane do klasyfikacji Formuły 1 – w latach 1951–1953, 1955 na obiekcie Circuito da Boavista, w 1954 i 1957 na Monsanto Park i w latach 1964–1966 na torze w Cascais.

## Zwycięzcy Grand Prix Portugalii
Uwzględnieni są tylko zwycięzcy zawodów wliczanych do punktacji Mistrzostw Świata Formuły 1.
| Sezon       | Kierowca           | Konstruktor      | Tor                                |               |
| ----------- | ------------------ | ---------------- | ---------------------------------- | ------------- |
| 1958        | Stirling Moss      | Vanwall          | Circuito da Boavista               | Wyniki        |
| 1959        | Stirling Moss      | Cooper-Climax    | Monsanto Park                      | Wyniki        |
| 1960        | Jack Brabham       | Cooper-Climax    | Circuito da Boavista               | Wyniki        |
| 1961 – 1983 | nie rozegrano      | nie rozegrano    | nie rozegrano                      | nie rozegrano |
| 1984        | Alain Prost        | McLaren-TAG      | Autódromo do Estoril               | Wyniki        |
| 1985        | Ayrton Senna       | Lotus-Renault    | Autódromo do Estoril               | Wyniki        |
| 1986        | Nigel Mansell      | Williams-Honda   | Autódromo do Estoril               | Wyniki        |
| 1987        | Alain Prost        | McLaren-TAG      | Autódromo do Estoril               | Wyniki        |
| 1988        | Alain Prost        | McLaren-Honda    | Autódromo do Estoril               | Wyniki        |
| 1989        | Gerhard Berger     | Ferrari          | Autódromo do Estoril               | Wyniki        |
| 1990        | Nigel Mansell      | Ferrari          | Autódromo do Estoril               | Wyniki        |
| 1991        | Riccardo Patrese   | Williams-Renault | Autódromo do Estoril               | Wyniki        |
| 1992        | Nigel Mansell      | Williams-Renault | Autódromo do Estoril               | Wyniki        |
| 1993        | Michael Schumacher | Benetton-Ford    | Autódromo do Estoril               | Wyniki        |
| 1994        | Damon Hill         | Williams-Renault | Autódromo do Estoril               | Wyniki        |
| 1995        | David Coulthard    | Williams-Renault | Autódromo do Estoril               | Wyniki        |
| 1996        | Jacques Villeneuve | Williams-Renault | Autódromo do Estoril               | Wyniki        |
| 1997 – 2019 | nie rozegrano      | nie rozegrano    | nie rozegrano                      | nie rozegrano |
| 2020        | Lewis Hamilton     | Mercedes         | Autódromo Internacional do Algarve | Wyniki        |
| 2021        | Lewis Hamilton     | Mercedes         | Autódromo Internacional do Algarve | Wyniki        |
| Sezon       | Kierowca           | Konstruktor      | Tor                                |               |

Liczba zwycięstw (kierowcy):
- 3 – Nigel Mansell, Alain Prost
- 2 – Stirling Moss, Lewis Hamilton
- 1 – Gerhard Berger, Jack Brabham, David Coulthard, Damon Hill, Riccardo Patrese, Michael Schumacher, Ayrton Senna, Jacques Villeneuve

Liczba zwycięstw (producenci podwozi):
- 6 – Williams
- 3 – McLaren
- 2 – Cooper, Ferrari, Mercedes
- 1 – Benetton, Lotus, Vanwall

Liczba zwycięstw (producenci silników):
- 6 – Renault
- 2 – Climax, Ferrari, Honda, Mercedes, TAG
- 1 – Ford, Vanwall

## Zwycięzcy Grand Prix Portugalii poza Formułą 1
| Sezon | Kierowca                   | Konstruktor  | Tor                  |        |
| ----- | -------------------------- | ------------ | -------------------- | ------ |
| 1951  | Casimiro de Oliveira       | Ferrari      | Circuito da Boavista | Wyniki |
| 1952  | Eugenio Castellotti        | Ferrari      | Circuito da Boavista | Wyniki |
| 1953  | José Arroyo Nogueira Pinto | Ferrari      | Circuito da Boavista | Wyniki |
| 1954  | José Froilán González      | Ferrari      | Monsanto Park        | Wyniki |
| 1955  | Jean Behra                 | Maserati     | Circuito da Boavista | Wyniki |
| 1957  | Juan Manuel Fangio         | Maserati     | Monsanto Park        | Wyniki |
| 1964  | Chris Kerrison             | Ferrari      | Cascais              | Wyniki |
| 1965  | Rodney Banting             | Cooper-Ford  | Cascais              | Wyniki |
| 1966  | Jürg Dubler                | Brabham-Ford | Cascais              | Wyniki |
| Sezon | Kierowca                   | Konstruktor  | Tor                  |        |